# Mednyeiland
Mednyeiland (Russisch: о́стров Ме́дный; letterlijk vertaald: Kopereiland), soms verkort tot Medny, is het kleinste boomloze eiland (na Beringeiland) van de twee hoofdeilanden van de Komandorski-eilanden in de Noordelijke Grote Oceaan, de Beringzee, ten oosten van het Russische schiereiland Kamtsjatka. Het langgerekte eiland is onbewoond en heeft een oppervlakte van 186 km².
Ongeveer 100 meter van het noordelijke punt van het eiland liggen de zogenaamde Beverrotsen (Russisch: Бобровые камни), twee scheren verbonden door een landengte.

## Geschiedenis
Mednyeiland werd door de Deense ontdekkingsreiziger Vitus Bering waargenomen op 5 november 1741 tijdens zijn Tweede Kamtsjatka-expeditie, waarna zijn schip St. Peter zonk en hij en de resterende bemanning strandden op Beringeiland.
Hoewel het eiland tegenwoordig geen inwoners heeft, is het niet altijd onbewoond geweest. Eind 19e eeuw werd er op Mednyeiland een nederzetting gesticht door Aleoeten die van Attu kwamen, met de naam Preobrazhenskoje. In 1970 werden alle bewoners naar Beringeiland gebracht en tot 2001 werd het eiland gebruikt als grenspost. Jaarlijks worden er wetenschappelijke onderzoeken gedaan naar de flora en fauna op het eiland.